# エド・スターク
エド・スターク（Ed Stark）は、ロールプレイングゲーム（RPG）のゲームデザイナー。

## キャリア
スタークはWest End Gamesでキャリアをスタートさせ、『トーグ』と『Star Wars: The Roleplaying Game』の作品群を執筆した。彼はMasterBookシステムと『パラノイア』のいわゆる「第5版」の主要開発者だった。
ウィザーズ・オブ・ザ・コーストに雇われた後、スタークはリチャード・ベイカーが率いるSCRAMJETチームの一員となり、ジェームズ・ワイアット、マシュー・サーネット、ミシェル・カーター、ステイシー・ロングストリート、クリス・パーキンスらと共に、開発中のダンジョンズ&ドラゴンズ第4版で使用される設定の更新を担当した。
彼のデザインしたD&D作品には、『Legends of the Hero-Kings』 (1996)、『Children of the Night： Ghosts』（1997年）、『Children of the Night： The Created』 (1999)、『戦士大全/Complete Warrior』 (2003)、『Fuendish Codex I: Hordes of the Abyss』 (2006)、『Fantastic Locations： Dragondown Grotto』（2006年）、『大帝王の墳墓/Barrow of the Forgotten King』（2007年）、『Fantastic Locations： City of Peril』（2007年）、『勇者大全/Complete Champion』（2007年）などがある。
また、「T. H. Lain」というペンネームで小説『City of Fire』を執筆している。